# ブラバム・BT23
ブラバム・BT23 (Brabham BT23) は、ブラバムが1967年に開発したフォーミュラ2カー。デザイナーはロン・トーラナック。

## 開発
BT23は鋼管スペースフレームを持ち、エンジンは1,600 ccの直列4気筒、フォード・コスワースFVAが搭載された。最高出力は220馬力で、ギアボックスはヒューランドFT200が採用された。サスペンションはフロントにダブルウィッシュボーン、コイルスプリング、スタビライザー、リアには逆Aアーム形ロワウィッシュボーン、トレーリングアーム、コイルスプリングとスタビライザーが採用された。ブレーキは4輪ディスクブレーキが採用された。
BT23はデレック・ベル、クルト・アーレンス、ピアス・カレッジ、ピーター・ゲシンといった多くのドライバーが使用した。特に、ヨッヘン・リントは1967年に15戦の内9勝を挙げてF2のタイトルを獲得した。
その後、BT23はコスワースFVAに換えてコヴェントリー・クライマックスFPF2.2L4を搭載した「B」バージョンが製作され、1969年のF1カナダグランプリでカナダのプライベーター、ジョン・コーズが使用したがリタイアに終わった。

## F1における全成績
(key) （太字はポールポジション、斜体はファステストラップ）
| 年     | チーム         | エンジン                 | タイヤ | ドライバー     | 1   | 2   | 3   | 4   | 5   | 6   | 7   | 8   | 9       | 10  | 11  | 順位 | ポイント |
| ------ | -------------- | ------------------------ | ------ | -------------- | --- | --- | --- | --- | --- | --- | --- | --- | ------- | --- | --- | ---- | -------- |
| 1969年 | ポール・サイツ | クライマックス 直列4気筒 | D      | ジョン・コーズ | RSA | ESP | MON | NED | FRA | GBR | GER | ITA | CAN Ret | USA | MEX | NC   | 0        |

## 参照
1. ↑  “MAINTENANCE SERVICING OF HEWLAND FT 200, FG 400, FGA & FGB TRANSAXLE GEARBOX UNITS”.   Hewland Classic.com. 2019年4月27日閲覧。
2. ↑  “Brabham BT23”. 2014年5月9日閲覧。